# Ephippiochthonius gasparoi
Espèce
Synonymes
- Chthonius gasparoi Gardini, 1989

Ephippiochthonius gasparoi est une espèce de pseudoscorpions de la famille des Chthoniidae.

## Distribution
Cette espèce est endémique de Macédoine-Centrale en Grèce. Elle se rencontre dans une grotte à Alistráti.

## Description
La femelle holotype mesure 1,74 mm et les femelles de 1,65 à 1,85 mm.

## Étymologie
Cette espèce est nommée en l'honneur de Fulvio Gasparo.

## Publication originale
- Gardini, 1989 : Pseudoscorpioni cavernicoli greci, con descrizione di Chthonius (E.) gasparoi n. sp. della Macedonia (Arachnida, Pseudoscorpionida) (Pseudoscorpioni di Grecia II). Atti e Memorie della Commissione Grotte E. Boegan, vol. 27, no 2, p. 57-62.